# Công ty Truyền tải điện 1
Công ty Truyền tải điện 1, tên tiếng Anh là: Power Transmission Company N01 (viết tắt PTC1), là một công ty chuyên sản xuất, kinh doanh vật tư thiết bị điện phục vụ sản xuất và truyền tải điện năng của Việt Nam, trực thuộc Tổng Công ty Truyền tải điện Quốc Gia.

## Lịch sử
Tổ chức tiền thân của Công ty là Sở Truyền tải điện miền Bắc được thành lập ngày 1 tháng 5 năm 1981, trực thuộc Công ty Điện lực miền Bắc. Sau khi ra đời, Sở quản lý, vận hành lưới điện truyền tải ở cấp điện áp 110 kV khu vực Hà Nội và tỉnh Hà Sơn Bình.
Đến tháng 5/1983, Sở tiếp nhận toàn bộ lưới điện 110kV trên toàn miền Bắc. Năm 1984, tiếp nhận lưới điện 220 kV đầu tiên ở miền Bắc đó là đường dây 220 kV Phả Lại - Hà Đông. Cuối năm 1985 đến 1993, Sở lần lượt bàn giao lưới điện 110 kV trả lại cho Sở Điện lực các tỉnh và được giao thêm nhiệm vụ quản lý xây dựng lưới điện 220 kV toàn miền Bắc.
Từ năm 1993-1994, Sở được giao nhiệm vụ tổ chức, xây dựng bộ máy để tiếp nhận quản lý vận hành hệ thống lưới điện siêu cao áp 500 kV đầu tiên của Việt Nam với cung đoạn từ Hoà Bình vào đến Đèo Ngang (Hà Tĩnh). Ngày 25/3/1995, Sở Truyền tải điện miền Bắc được tách khỏi Công ty Điện lực 1 để thành lập Công ty Truyền tải điện 1 trực thuộc Tổng Công ty Điện lực Việt Nam (sau này là Tập đoàn điện lực Việt nam). Khi Tổng công ty truyền tải điện Quốc gia được thành lập Công ty truyền tải điện 1 trực thuộc Tổng công ty truyền tải điện Quốc gia cho đến nay.

## Thành tích
Với hơn 27 năm hình thành và phát triển, Công ty truyền tải điện 1 đã được Nhà nước tặng thưởng những danh hiệu cao quý như:
- Danh hiệu Anh hùng Lao động thời kỳ đổi mới
- 02 Huân chương Lao động Hạng nhất
- 01 Huân chương Lao động Hạng nhì
- 05 Huân chương Lao động Hạng ba
- 08 Bằng Lao động sáng tạo
- 01 Đơn vị trực thuộc (Trạm 220kv Đồng Hoà) được phong danh hiệu Anh hùng Lao động
- 01 cá nhân được phong tặng danh hiệu Anh hùng Lao động
- 01 cá nhân được phong tặng danh hiệu Chiến sĩ thi đua toàn quốc

Và nhiều cờ thi đua và bằng khen của Thủ tướng Chính phủ, Bộ Công nghiệp, Tập đoàn Điện lực Việt Nam.